# Contextualisme
Pour les articles homonymes, voir Contextualisme (homonymie).
Le contextualisme en philosophie de la connaissance est la thèse selon laquelle les attributions de connaissance[C'est-à-dire ?] peuvent changer de valeur de vérité d'un contexte de conversation à l'autre.
Le contextualisme a été avant tout défendu comme une solution au problème du Modèle:Scepticisme (philosophie). Selon les contextualistes, lorsque nous[Qui ?] envisageons des scénarios sceptiques comme celui d'être en train de rêver, d'être victime d'un Malin Génie ou d'être un cerveau dans une cuve[Quoi ?], le mot "savoir" prend une valeur très restrictive, de telle sorte que l'affirmation « Pierre sait qu'il a deux mains » devient fausse dans cette[Laquelle ?] conversation[Quoi ?]. Inversement, dans les conversations courantes, le mot « savoir » a une valeur moins restrictive, de sorte que l'affirmation « Pierre sait qu'il a deux mains » pourra être vraie. Mais, selon le contextualiste, même si ces deux affirmations sont faites à propos de la même personne qui se trouve dans la même situation, il est possible que l'une soit vraie et l'autre soit fausse, parce que le mot « savoir » a changé de signification entre les deux conversations.
Le contextualiste compare le mot « savoir » à d'autres mots sensibles au contexte, c'est-à-dire qui changent de valeur d'un contexte de conversation à l'autre : les indexicaux (« je », « tu », « il ») ou les adjectifs dits « gradables », qui désignent une certaine quantité sur une échelle, comme « grand » ou « riche ».
Les principaux défenseurs du contextualisme épistémique sont David Lewis, Stewart Cohen et Keith DeRose.
On peut aussi ranger dans le contextualiste un ensemble distinct de positions d'inspiration wittgensteinienne, selon laquelle les attributions de connaissances sont justifiées uniquement relativement à certaines pratiques de justification acceptées par la communauté linguistique. On peut ranger dans cette catégorie le De la certitude de Wittgenstein, John Austin, Michael Williams ou encore Robert Fogelin.